# Somensac
Somensac (en francès Soumensac) és un municipi francès situat al departament d'Òlt i Garona i a la regió de la Nova Aquitània.

## Administració
| Període | Identitat        | Partit |
| ------- | ---------------- | ------ |
| 1995-   | Bernard Patissou |        |

## Demografia
| 1794 | 1800 | 1806 | 1820 | 1831 | 1836 | 1841 | 1846 | 1851 | 1856 | 1861 | 1866 | 1872 | 1876 | 1881 | 1886 |
| ---- | ---- | ---- | ---- | ---- | ---- | ---- | ---- | ---- | ---- | ---- | ---- | ---- | ---- | ---- | ---- |
| 1399 | 627  | 702  | 720  | 709  | 676  | 660  | 648  | 634  | 596  | 569  | 578  | 585  | 570  | 507  | 479  |

| 435                                        | 481 | 468 | 446 | 417 | 330 | 342 | 320 | 287 | 363 | 307 | 281 | 267 | 243 | 220 | 217 | 215 | 229 | 238 |
| Des de 1962: població sense dobles comptes |     |     |     |     |     |     |     |     |     |     |     |     |     |     |     |     |     |     |